# Museo Louvre-Lens
El Museo Louvre-Lens (en francés, Musée du Louvre-Lens) es un centro de exposiciones artísticas enclavado a las afueras de la ciudad de Lens (Paso de Calais), en el norte de Francia. Fue concebido como una delegación o subsede del célebre Museo Nacional del Louvre de París, el cual custodia unas 500.000 piezas artísticas de las que muchas no se exponen. Por otro lado, en 2017-2019 se construyó no lejos del nuevo museo, en Liévin, un almacén de gran capacidad, destinado a custodiar amplios fondos del Louvre parisino; su inauguración fue en octubre de 2019. 
Inaugurado en diciembre de 2012, el museo Louvre-Lens debutó con un gran éxito de público: 900.000 visitas en su primer año de funcionamiento. La institución no cuenta con una colección en propiedad, por lo que no es estrictamente un museo sino más bien un centro de exposiciones temporales que se nutre de obras prestadas por el Louvre parisino. Una parte del repertorio visible permanece durante cinco años (tras los cuales rota con otras piezas de similar calidad) y simultáneamente salas adyacentes van mostrando exposiciones temáticas de duración más corta (de tres a seis meses).

## Historia

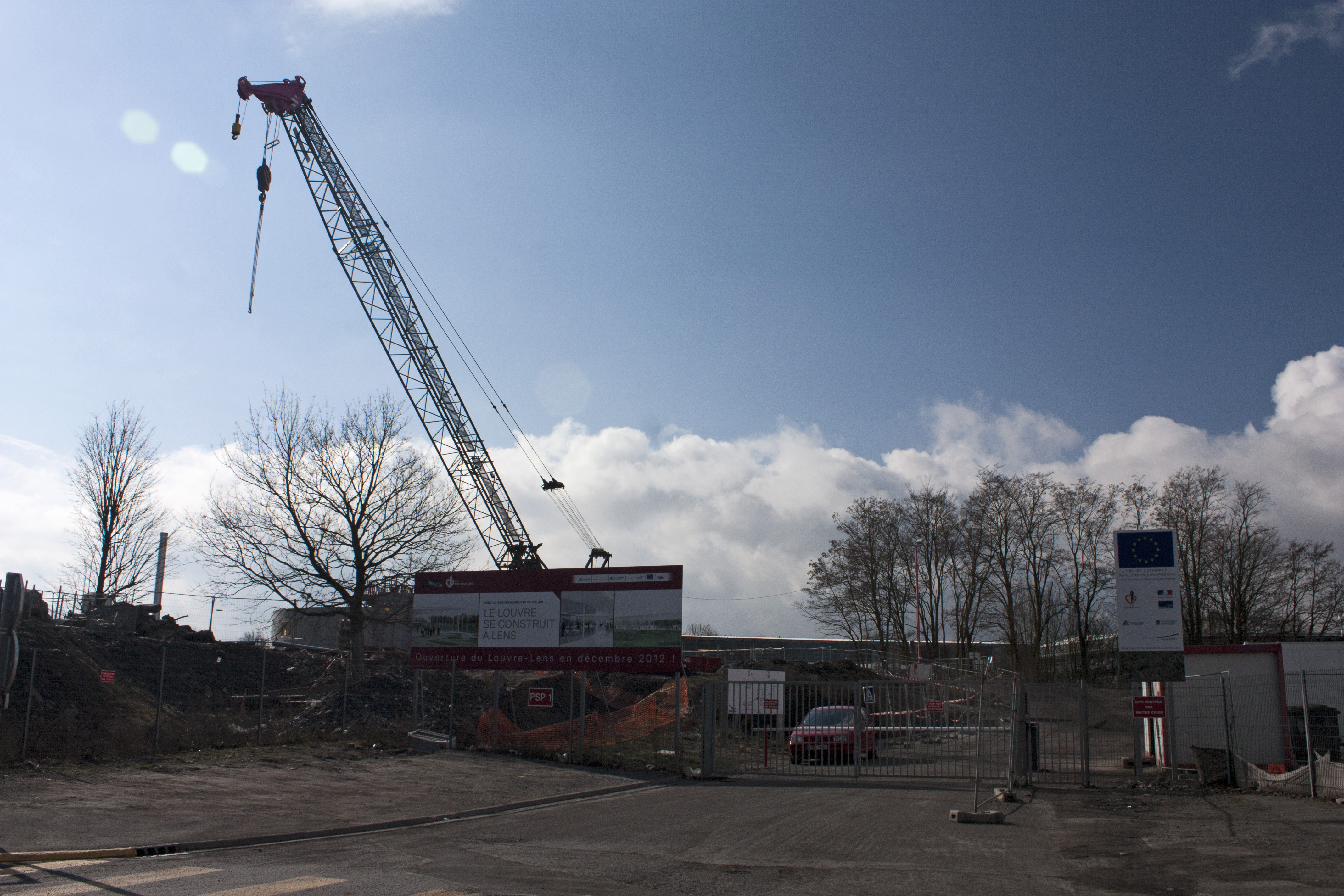
Imagen del museo en construcción (marzo de 2012).

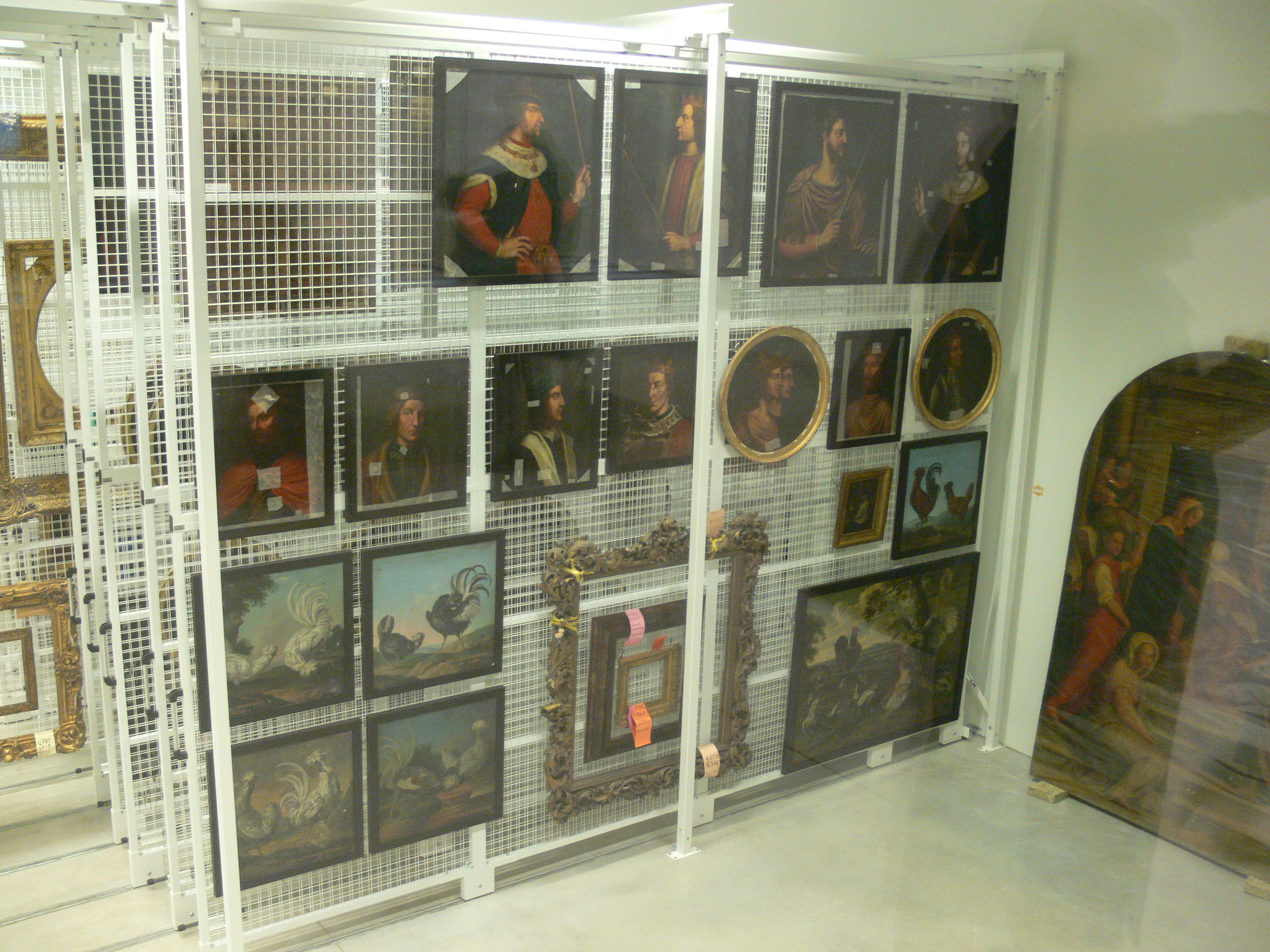
Almacén de pinturas en el Museo Louvre-Lens.

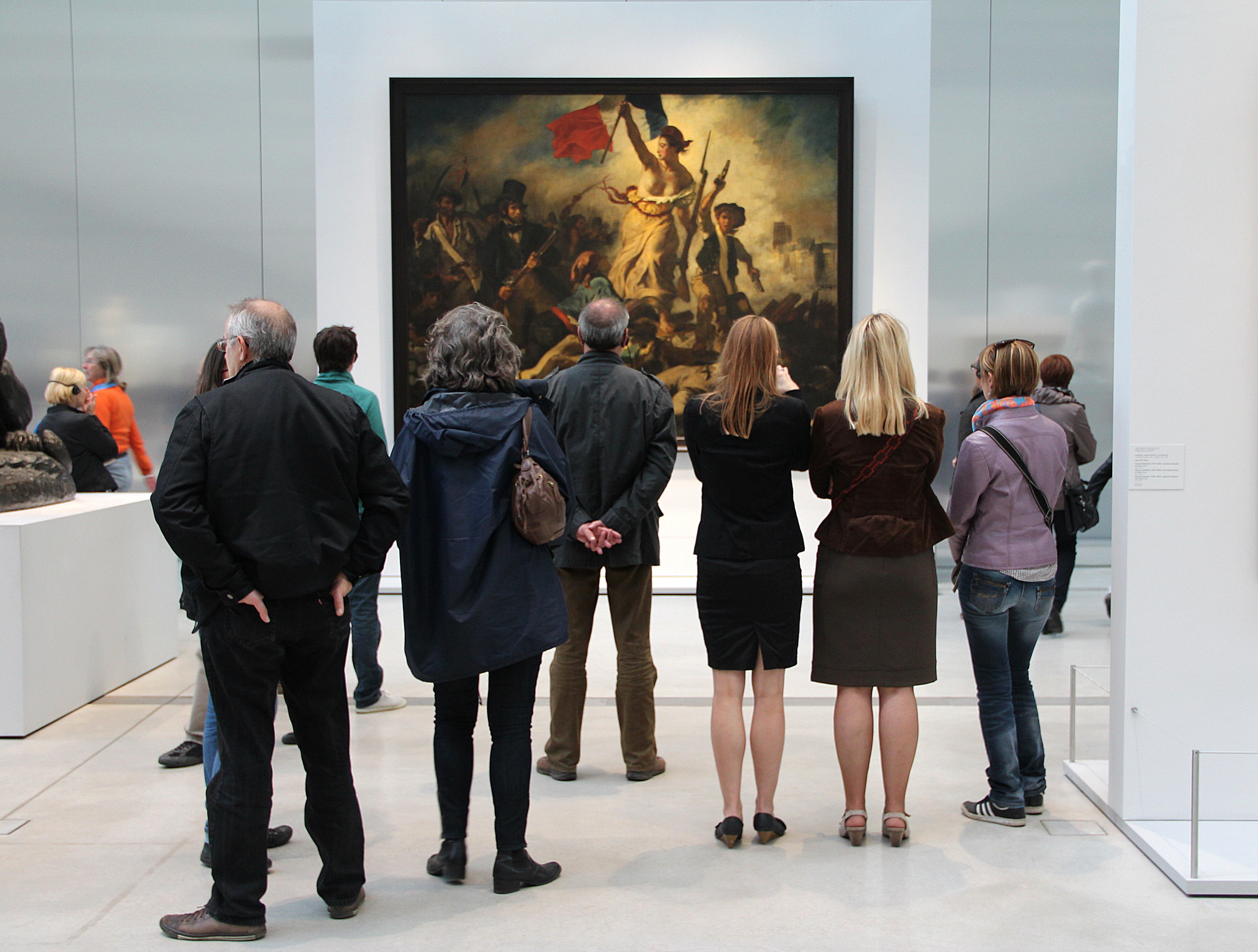
La libertad guiando al pueblo, famoso cuadro de Delacroix, en su exhibición temporal en Lens.

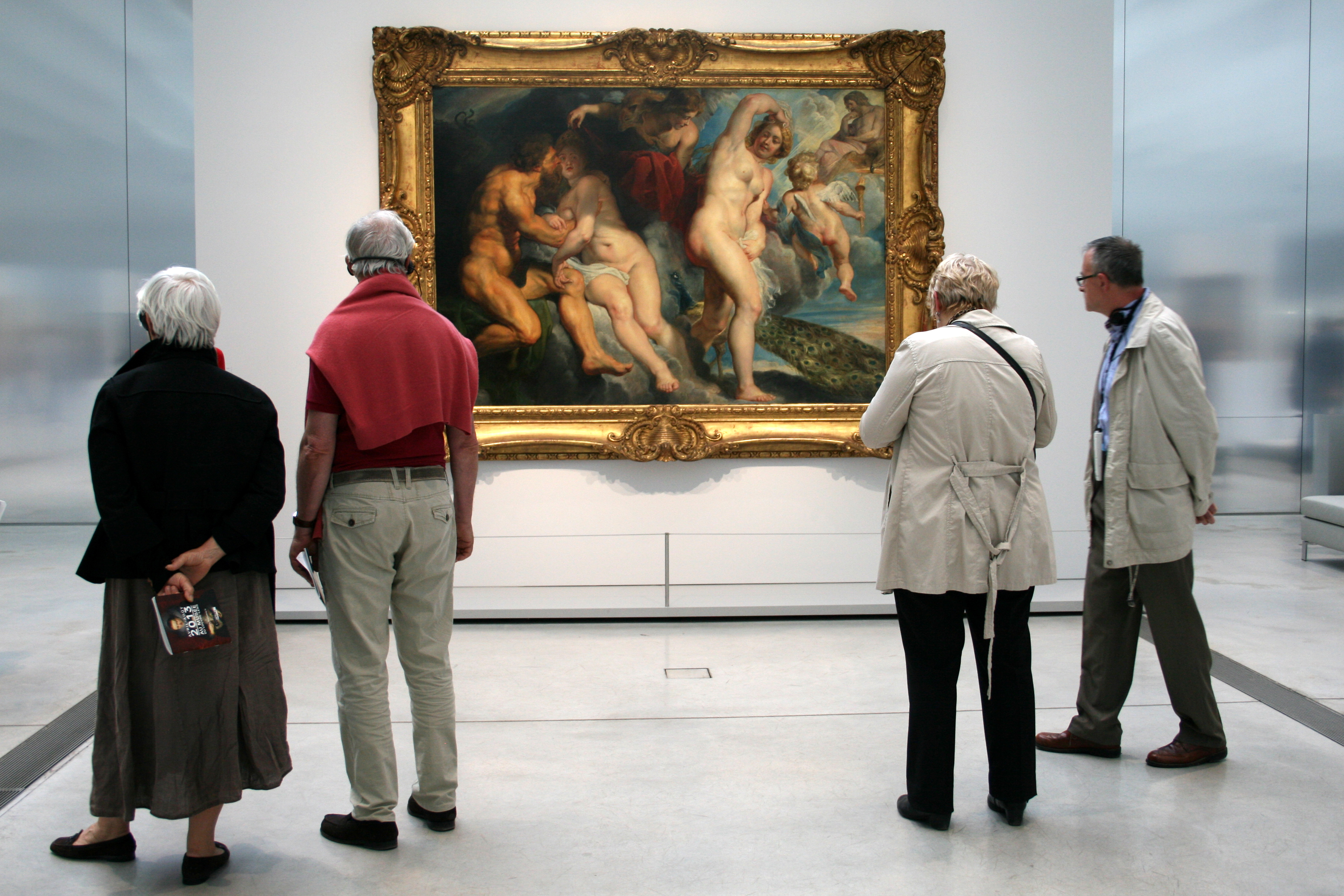
Ixion rey de los lapitas engañados por Juno, famoso cuadro de Peter Paul Rubens, en su exhibición temporal en Lens.

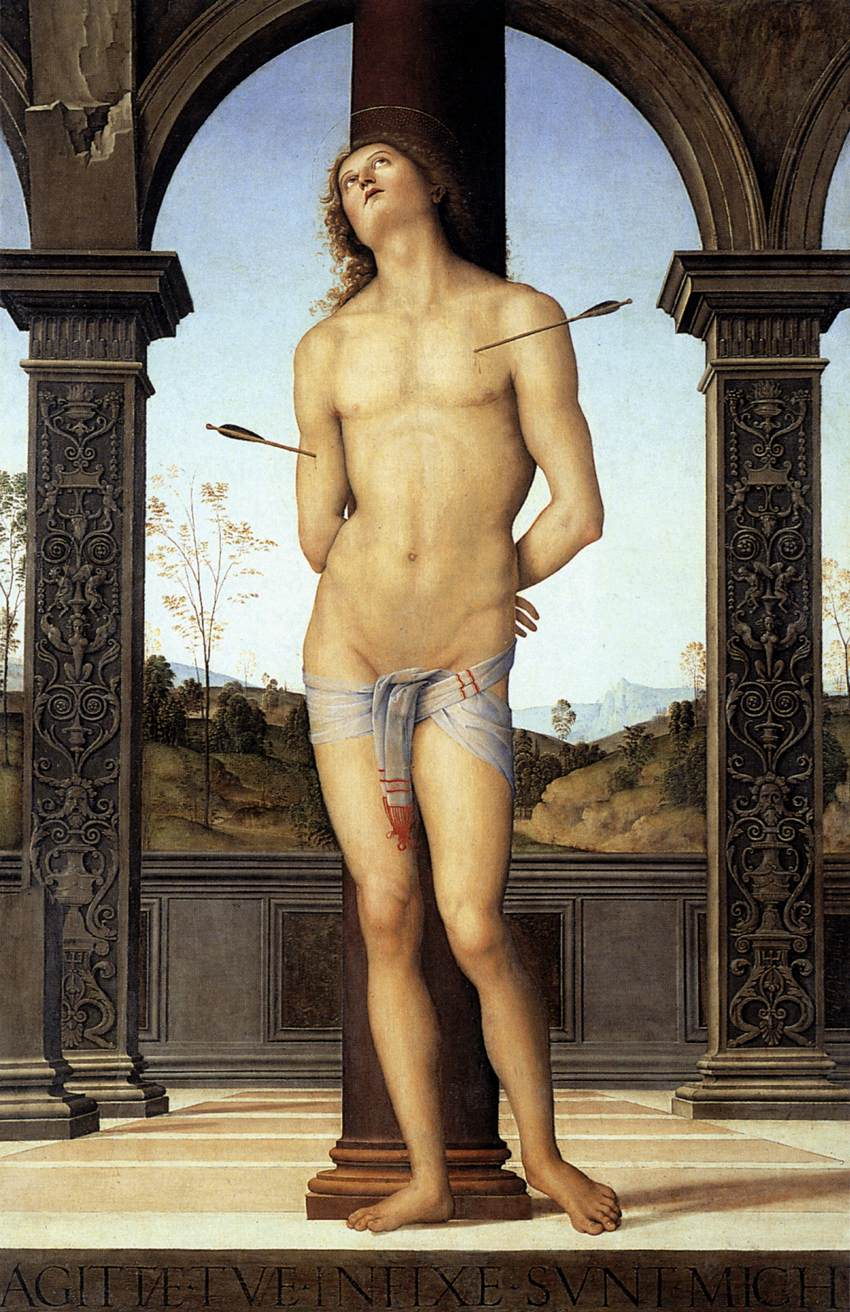
San Sebastián, pintura sobre tabla de Perugino.

Louvre-Lens se concibió inspirado en el éxito del Museo Guggenheim Bilbao, centro inaugurado en dicha ciudad del País Vasco (norte de España) en 1997 como una franquicia de la Fundación Guggenheim de Nueva York. El impacto económico y turístico de dicho museo (que ha impulsado Bilbao en su urbanismo y en su imagen exterior) está siendo tomado como ejemplo por regiones como Lens, ya que demuestra que el turismo puede ser un motor económico capaz de consagrar el sector servicios como alternativa a la extinta actividad industrial.
El área de Lens vivía un prolongado declive a partir de la década de 1960; tradicionalmente volcada en la minería y la industria pesada, estos sectores han ido menguando hasta causar un paro del 16% y el abandono de extensas parcelas en malas condiciones. Las autoridades locales, y los responsables del Louvre, estudiaron el precedente de Bilbao e idearon una subsede o delegación museística que contribuyese a la recuperación económica de la región. El acuerdo beneficia a ambas partes: el nuevo centro Louvre-Lens permite difundir y rentabilizar los extensos fondos del museo parisino (en gran parte almacenados por falta de espacio) y por otro lado el atractivo del nombre Louvre convierte a Lens en un punto destacado en el mapa cultural francés. Esta localidad se enclava en un estratégico cruce de rutas que puede atraer a turistas de varios países: en su área de influencia viven 14 millones de personas, se halla cerca de las fronteras de Bélgica y Alemania, y además la entrada al Eurotúnel que conecta con Inglaterra está a apenas una hora de trayecto. Igualmente, con el tren de alta velocidad se puede llegar de París a Lens en una hora.
En 2017-2019 el área del Paso de Calais sumó un segundo proyecto relativo al Louvre: un gran almacén en Liévin para centralizar los fondos del gran museo parisino, inaugurado en octubre de 2019. Las piezas no expuestas se custodiaban en sótanos del Louvre próximos al río Sena, con el consiguiente riesgo por desbordamientos; hipótesis que quedó patente con la crecida del río vivida en la capital francesa en junio de 2016, que obligó a mover unas 220.000 piezas del Louvre expuestas o almacenadas en espacios inundables. Los responsables del museo consideraron que reubicar los depósitos en Liévin aseguraría un almacenaje más seguro y moderno, y por otro lado su proximidad al Museo Louvre-Lens facilita considerablemente la rotación de piezas.

## Descripción
El Louvre-Lens es un museo diametralmente opuesto al pomposo y laberíntico palacio que alberga el Louvre en París. Ha sido proyectado específicamente para la exhibición de arte por el estudio japonés de arquitectura SANAA, y su diseño es minimalista: austero y de formas simples, con el aluminio y el vidrio como materiales predominantes. Las salas son amplias y polivalentes, no tienen tabiques y los cuadros están colgados sobre paneles móviles, que pueden cambiarse según las necesidades de cada exhibición. Las salas están alineadas y al ras de la calle; de hecho los edificios cuentan solo con una planta baja, dando como resultado una silueta muy discreta que se integra sin estridencias en el paisaje. Algunos techos de vidrio dejan ver el cielo y aprovechan al máximo la luz natural.
El Museo Louvre-Lens es un centro a gran escala, dentro de un extenso parque a las afueras del núcleo urbano: los seis bloques o pabellones edificados incluyen 7.000 metros cuadrados dedicados solamente a exposición y una zona de recepción con 3.600 metros cuadrados, seguramente pensada para evitar las colas de visitantes a la intemperie en una región norteña de clima lluvioso. Hay un auditorio para 300 espectadores, y todo el conjunto se enclava en una parcela de veinte hectáreas con 6.600 árboles, anteriormente muy degradada ya que había sido la "fosa 9" de la explotación minera. Con un coste de 150 millones de euros (aportados en su mayoría por la propia región de Lens) el centro fue inaugurado por el presidente François Hollande el 4 de diciembre de 2012.
El Louvre parisino ha contribuido también a la creación de otro centro en Abu Dhabi (Emiratos Árabes Unidos) donde también se muestran obras en préstamo, si bien bajo condiciones muy diferentes.

## Exposiciones
El despliegue artístico ofrecido por el Louvre-Lens en su etapa inaugural constaba de dos secciones: una permanente, y una temporal. 
En la Galería del tiempo (un pabellón de 120 metros de longitud) se desplegó la exhibición más estable (a renovar en cinco años) que abarca desde arqueología de Mesopotamia, Egipto, Grecia y Pompeya hasta el romanticismo del siglo XIX, con un clímax de excepción: el famoso cuadro La libertad guiando al pueblo de Delacroix. Hay pinturas y esculturas de grandes maestros: Pietro Perugino (San Sebastián), Joos van Cleve, El Greco, Georges de La Tour (Magdalena penitente), Poussin, Rembrandt, Rubens, Goya (Retrato de Mariana Waldstein, marquesa de Santa Cruz)... Algunas obras de especial importancia (como el citado lienzo de Delacroix) fueron añadidas como reclamo especial para la muestra inaugural, y dado que eran imprescindibles en el Louvre parisino permanecieron en Lens solo durante el primer año aproximadamente, siendo después reemplazadas por otras. 
El centro ofreció además una primera exposición temporal de pocos meses de duración, titulada Renacimiento: revoluciones en el arte de 1400 a 1530 y que incluyó pinturas emblemáticas como La Virgen, Santa Ana y el Niño de Leonardo da Vinci y Retrato de Baltasar de Castiglione de Rafael, junto a cuadros y esculturas de Miguel Ángel, Fra Angelico, Pisanello, Tiziano, Tintoretto... Todas estas piezas procedían del Louvre. 
En el verano de 2013 esta muestra fue reemplazada por otra dedicada a Rubens (La Europa de Rubens), ya con préstamos de museos y colecciones de medio mundo. Posteriormente se han organizado más muestras sobre los etruscos, las guerras de los siglos XIX y XX...

## Galería de obras

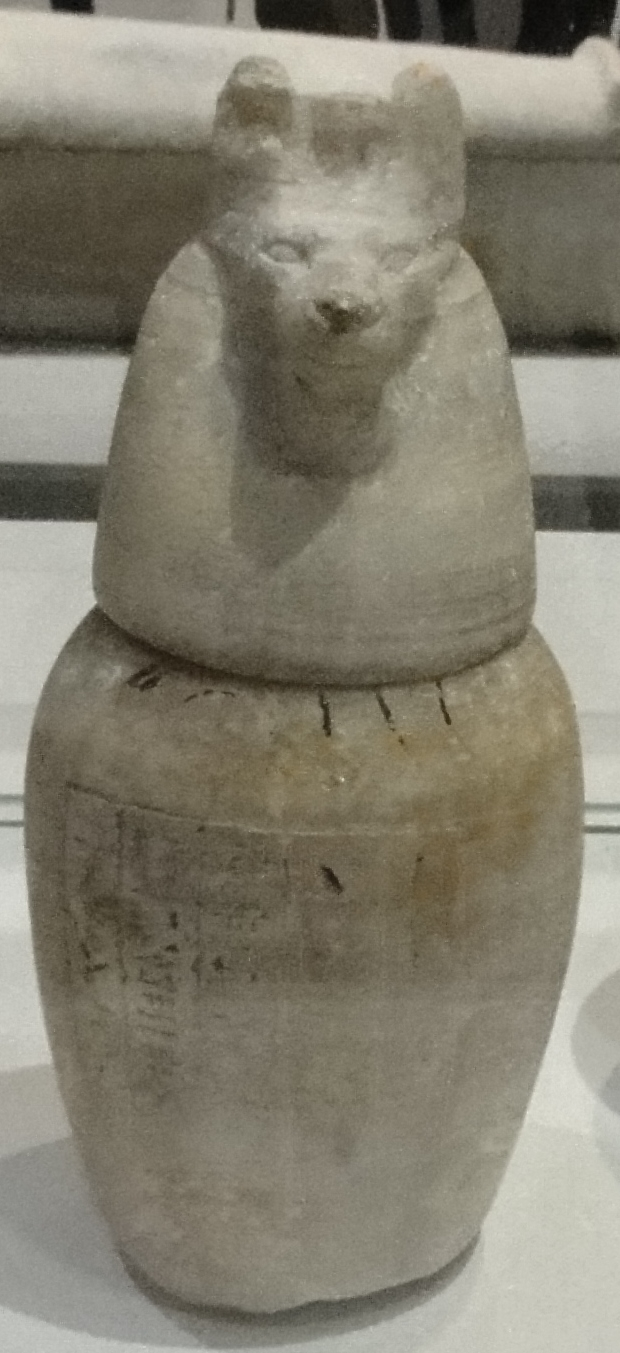
Vaso canopo de la dama Taremetenbastet (Egipto, h. 664 A.C.)
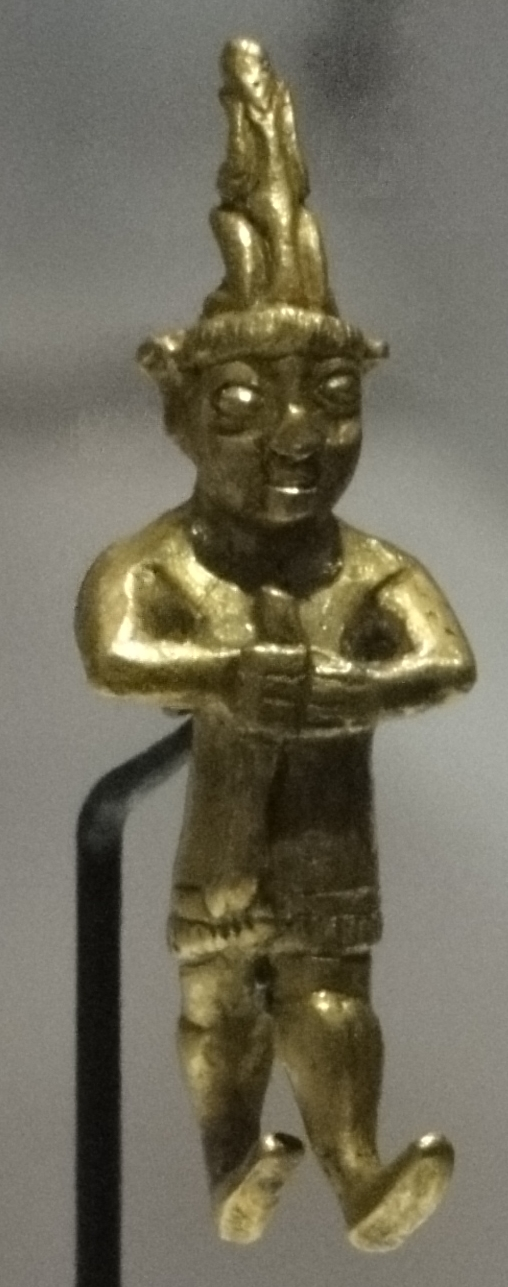
Amuleto representando a un dios hitita (h. 1400-1200 A.C.)
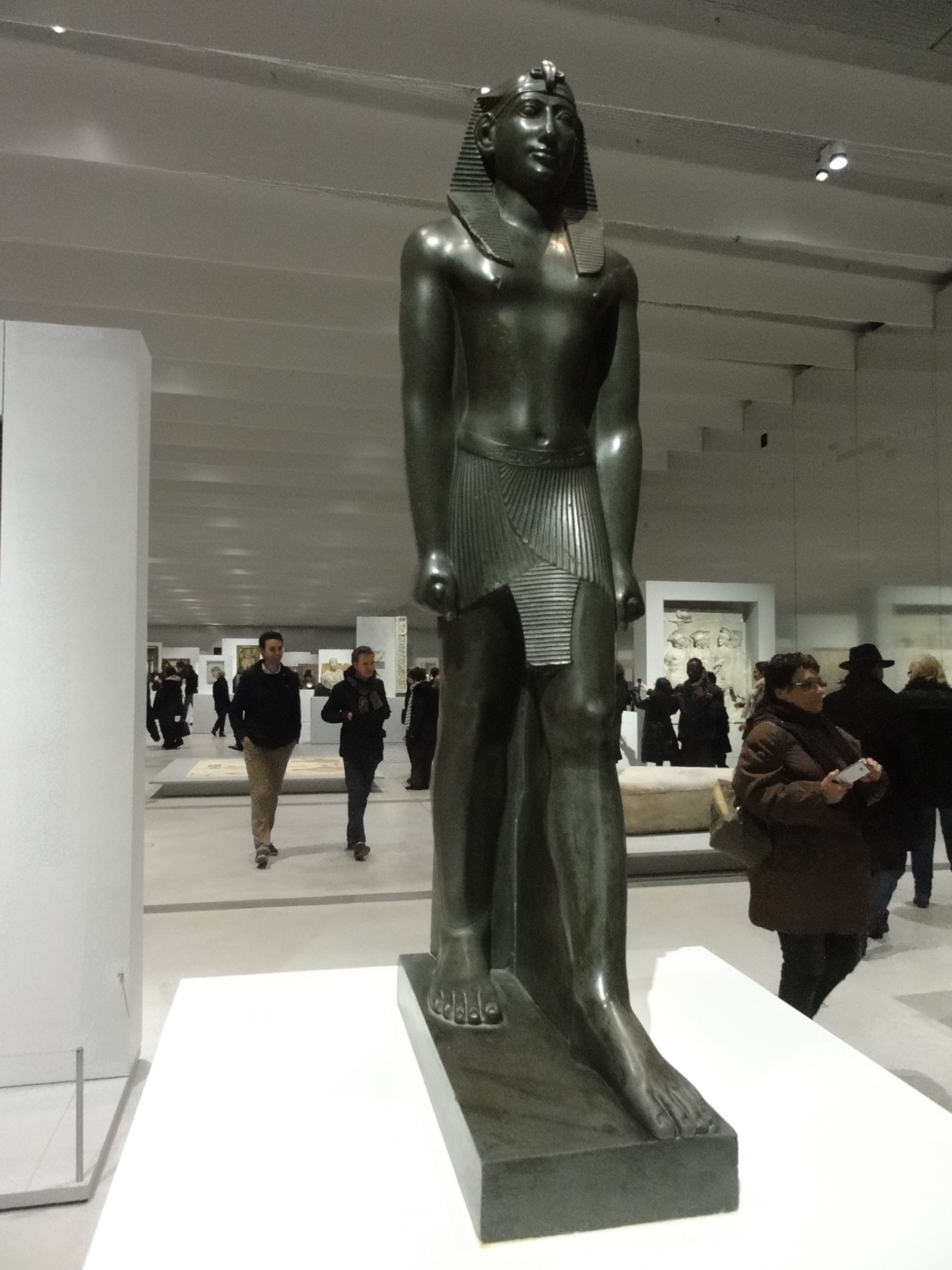
Estatua del faraón Psammetique (h. 590 A.C.)
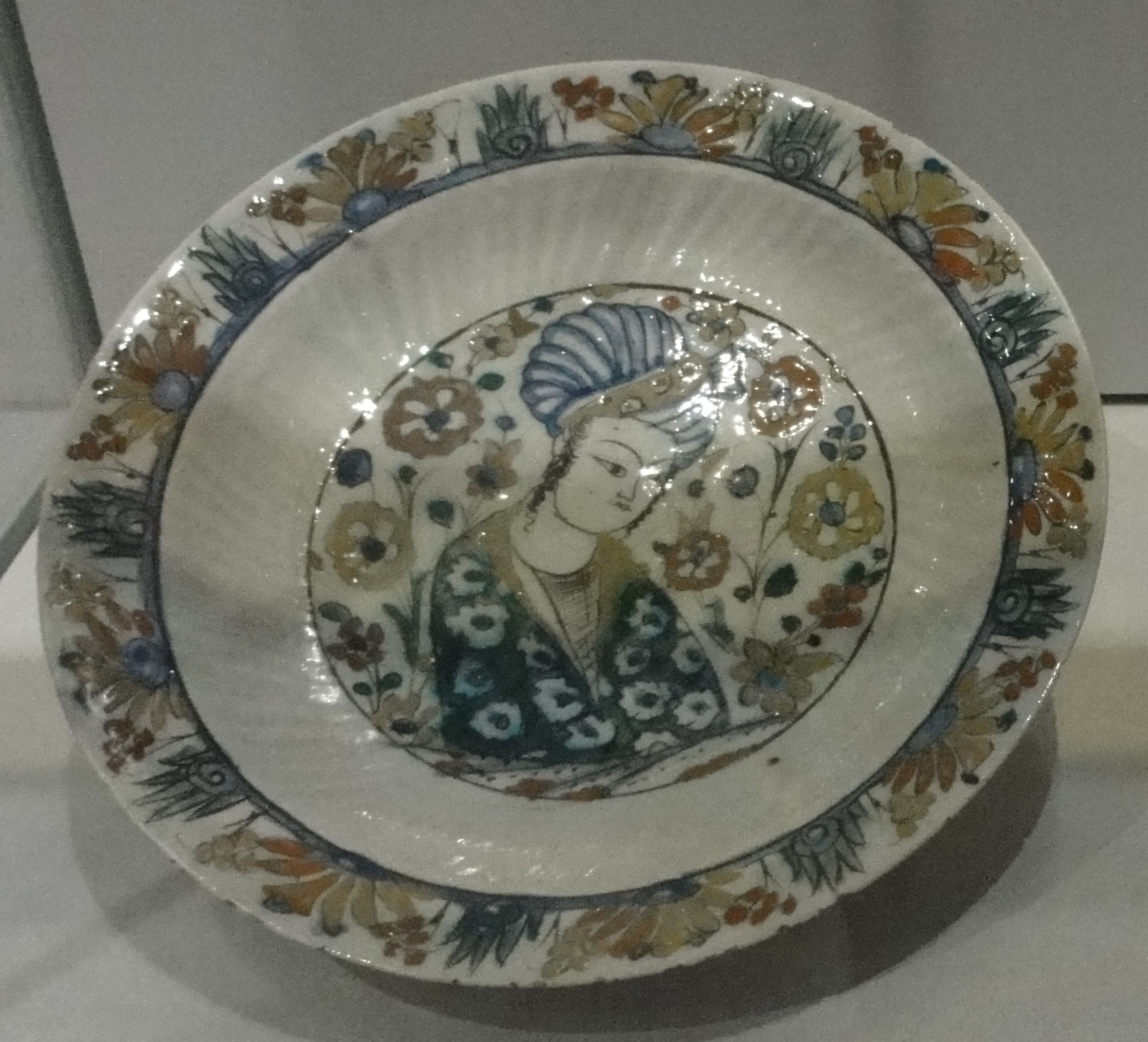
Plato decorado (Irán, h. 1580-1650)
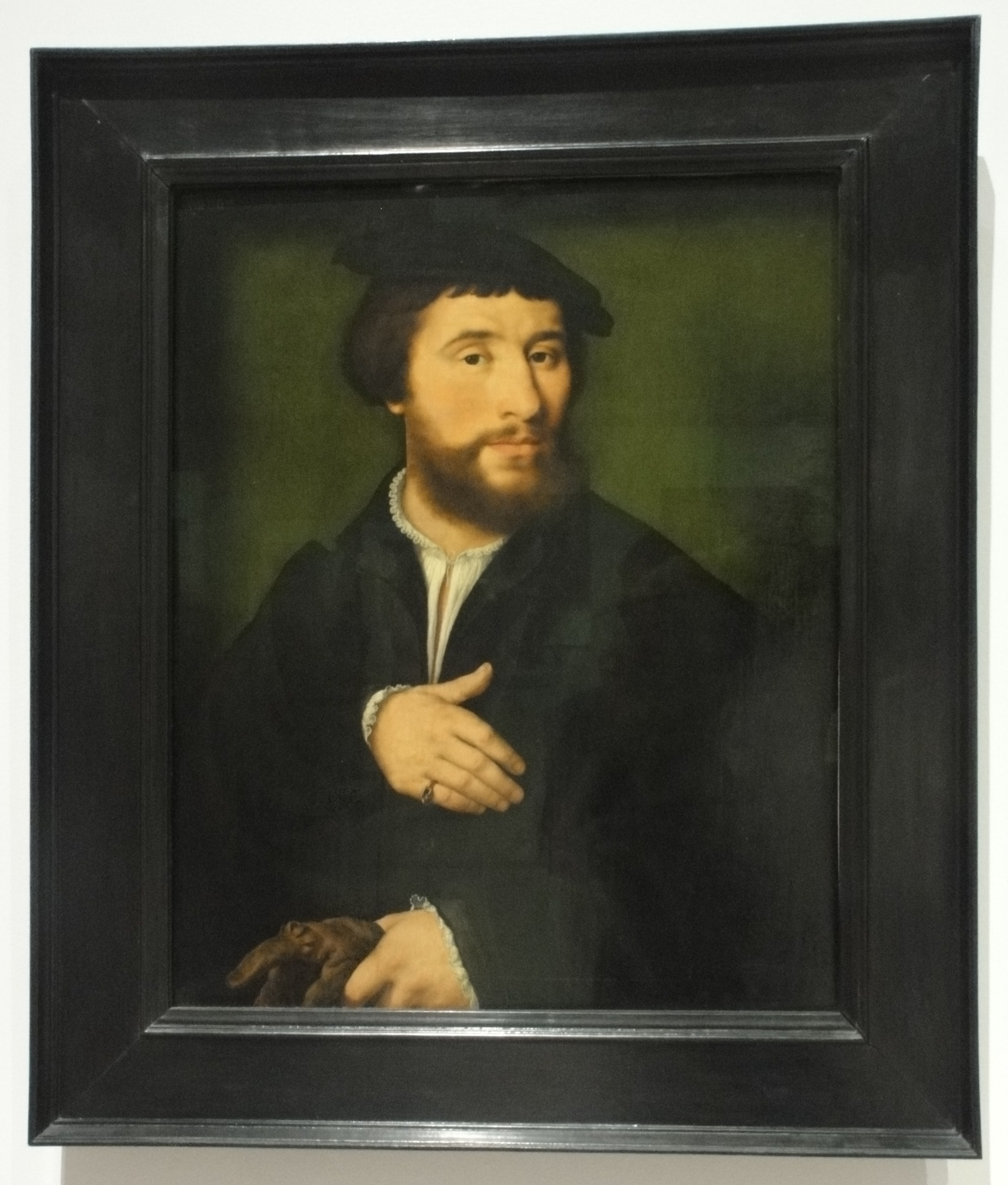
Retrato de hombre, pintura de Joos van Cleve (h. 1525-35)
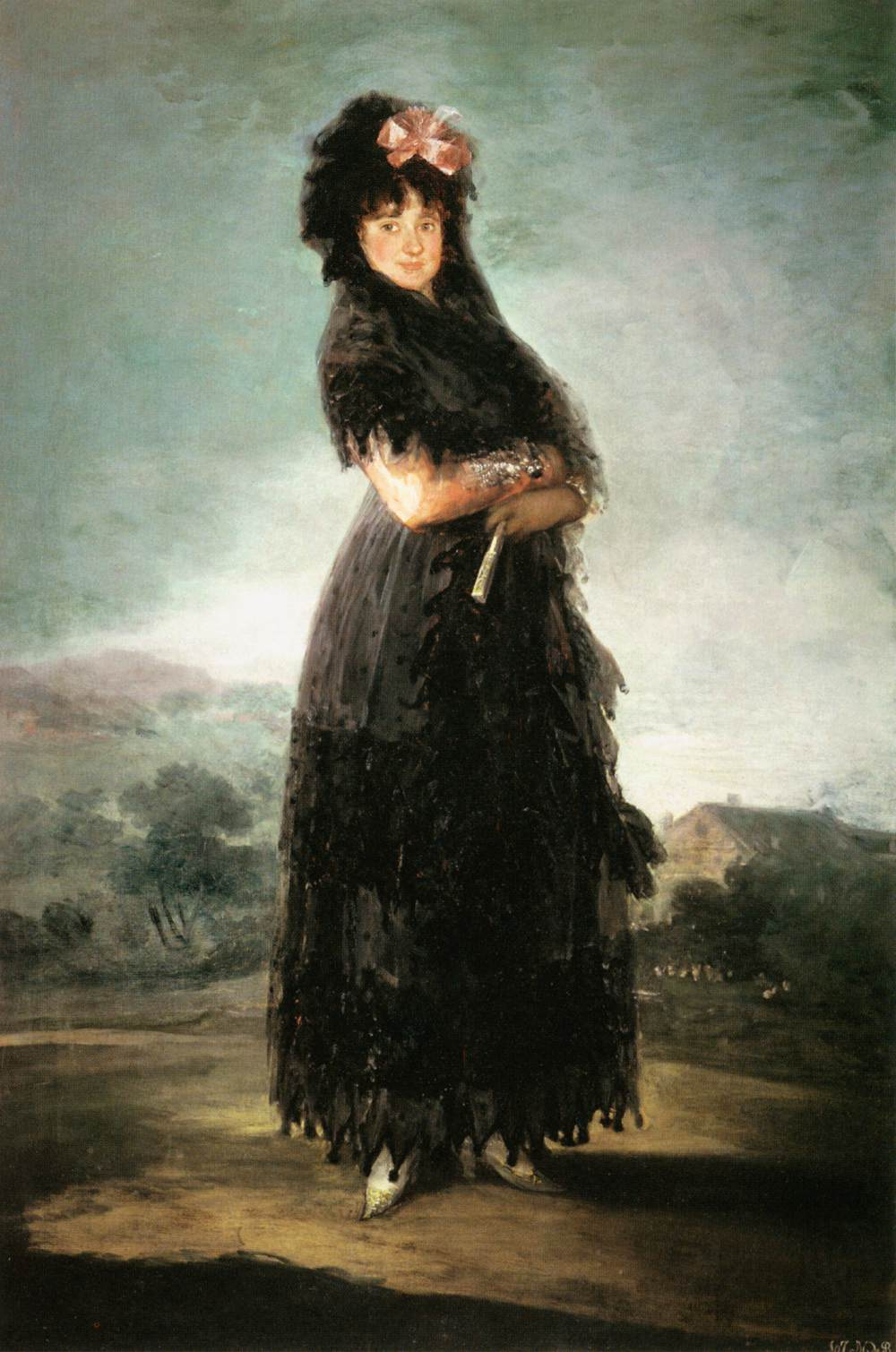
Retrato de la marquesa de Santa Cruz, pintado por Goya
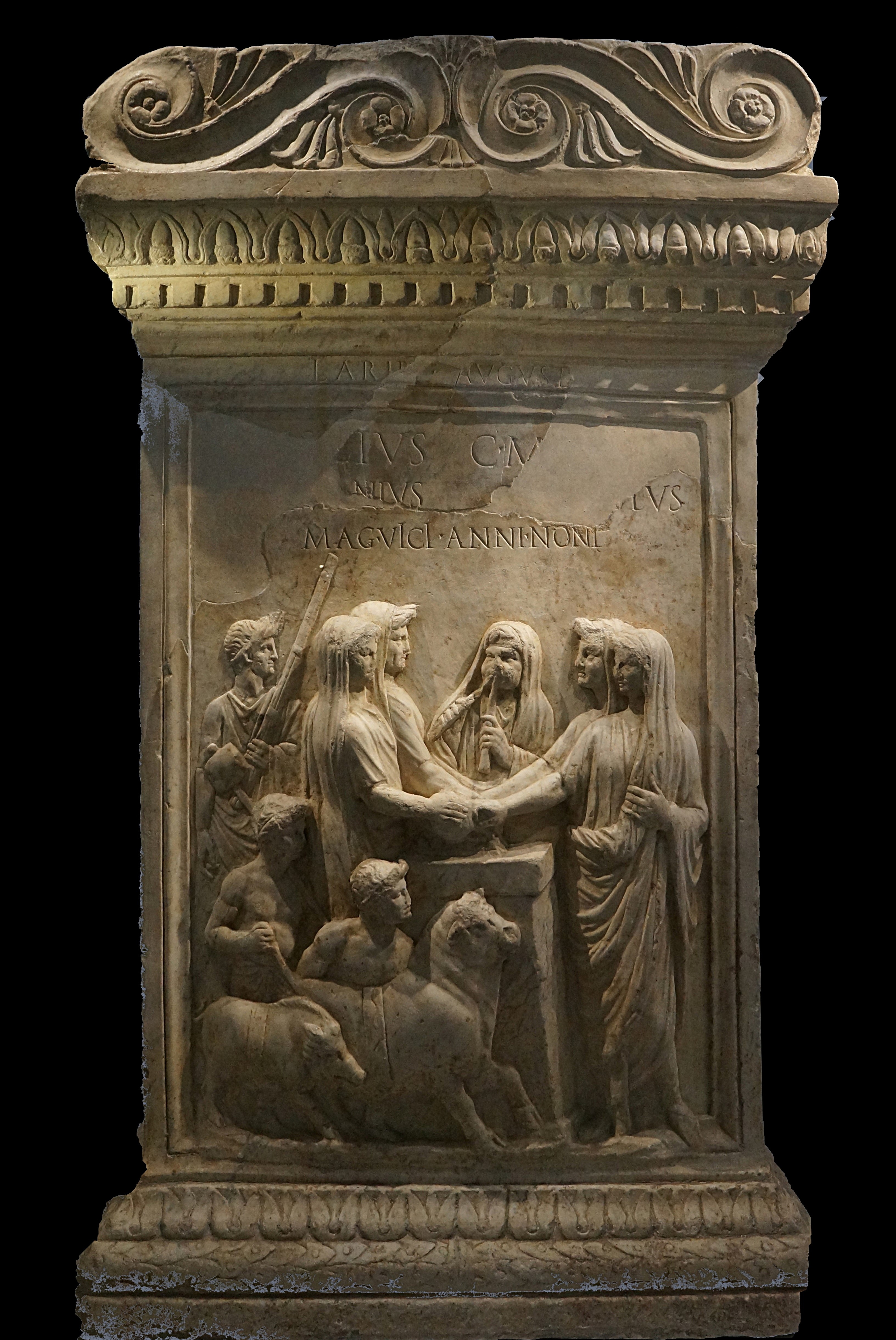
Altar.- Sacrificio compitalico (cap855)